# 火星の生活
「火星の生活」（Life On Mars?）は1973年6月22日に発売されたデヴィッド・ボウイのシングル。

## 概要
1968年、野心はあるものの、デビュー・アルバムが失敗したボウイは出版社から外国のポップソングに英語の歌詞をつける仕事を受けていた。
ボウイはその仕事で1967年のクロード・フランソワのフランス語の歌「Comme d'habitude」の歌詞を英語の歌詞をつけた。ボウイは2002年に「本当にひどい歌詞を書いたんだ」と振り返っている。
その後、ボウイはラジオで、この曲が編曲されたフランク・シナトラの「マイ・ウェイ」を聞き、自分の曲だが歌詞が少し違うことに1年間ほと憤慨して、結局、自分は「マイ・ウェイ」と同じくらいいい曲を書けるし、なんなら、それに少し似た曲を書こう」と思ったといい、その結果書かれたのが本作だという。このようなこともあり、本作は「マイ・ウェイ」とコード進行が全く同じである。

## 解説
またミック・ウッドマンジーによると、この曲がミック・ロンソンが初めてオーケストラ・アレンジを担当した作品である。また、この曲でリック・ウェイクマンが弾いているピアノは「ヘイ・ジュード」でポール・マッカートニーが弾いたピアノと同じものである。
英音楽誌NMEは、本作を「NMEが選ぶデヴィッド・ボウイの究極の名曲1〜40位」で7位に選んでいる。
また 雑誌『ローリング・ストーン』が選んだ「ローリング・ストーンの選ぶオールタイム・グレイテスト・ソング500」の2021年版では105位に選ばれた。
1996年に制作されたドラマ映画、『奇跡の海』で使用された。
2016年、 『レガシー　～ザ・ヴェリー・ベスト・オブ・デヴィッド・ボウイ』でリミックスされた。
ヤングブラッドによる本作のカバーが、NASAによる探査車「パーシビアランス」の火星着陸プロジェクト生配信のエンディングにて披露された。

## 歌詞
歌詞はとあるねずみ色の髪の少女についてである。また歌詞にはミッキー・マウスや後に「フェイム」でコラボすることになるジョン・レノンへの言及が含まれている。

## ミュージック・ビデオ
このミュージック・ビデオはボウイのミュージック・ビデオで4番目のものであり、監督は以前の3作と同じくミック・ロックで、アールズ・コートにて1日で撮影された。明るいオレンジ色に染めたマレットヘアのボウイが淡いブルーのスーツに身を包み、安っぽい化粧をして、何もない真っ白な背景に一人で立ち、この曲を歌っている姿が映し出されている。
2021年に、このミュージック・ビデオでのボウイのヘアスタイル、メイク、ファッションを再現したバービー人形が限定発売された。

## 収録曲
1. 火星の生活 (Bowie)-3:48
2. 世界を売った男 (Bowie)-3:55

## プロダクション・クレジット
※出典
- デヴィット・ボウイ – ボーカル
- ミック・ロンソン – エレキギター、リコーダー、ストリングスアレンジメント
- トレヴァー・ボルダー – ベースギター
- ミック・ウッドマンジー – ドラム
- リック・ウェイクマン – ピアノ
- 不明のミュージシャン – バイオリン、ビオラ、チェロ、ストリングベース

制作
- デヴィッド・ボウイ – プロデューサー
- ケン・スコット– プロデューサー、エンジニア